# Vavrik Béla
Vavrik Béla (helyenként Wavrik, Eger, 1835. február 17. – Budapest, Ferencváros, 1917. november 17.) magyar jogász, jogtudós, kúriai bíró, a Magyar Királyi Kúria másodelnöke 1910-től 1917-ig, főrendiházi tag.

## Élete
Vavrik András és Thalviezer Franciska gyermekeként született. Testvére, Vavrik Antal szintén kúriai bíró lett. 1851-ben érettségizett a budapesti Piarista Gimnáziumban, majd Budapesten és Bécsben jogot végzett. 1858-ban az alsó-ausztriai főtörvényszéknél helyezkedett el. 1861-ben Egerben lett jogtanár, majd 1869-től Heves és Külső-Szolnok vármegye tanfelügyelője és királyi tanácsos, 1870-től 1871-ig az egri érseki joglíceum tanára volt. 1871-ben az egri törvényszék elnöke, 1887-től a marosvásárhelyi ítélőtábla tanácselnöke lett. 1890-ben a budapesti táblához helyezték át, 1892-től 1895-ig az igazságügyi minisztérium törvény-előkészítő osztályán dolgozott tanácsosként, 1895 és 1897 között pedig az ún. számfeletti kúria tanácselnöke volt. Részt vett a polgári törvénykönyv előkészítésében.
1897-ben kúriai bírónak nevezték ki, ahol 1910-ig a 3. sz. váltó- és úrbéri tanács elnöke, 1910-től 1917-ig között a Kúria másodelnöke, tanácsosztályának vezetője és az első büntetőtanács elnöke volt. Neki volt köszönhető a házasságon kívül született gyermekek örökjogi helyzetét javító kúriai döntvény. 1910-ben hivatalból a főrendiház tagja lett, melynek 1912-től 1917. június 19-ig első alelnöke volt. 1910 januárjában Lukács László felkérte igazságügyminiszternek, de ő előbb visszautasította, majd mégis elfogadta, Lukács azonban ekkor nem tudott kormányt alakítani, így Vavrik sem lett miniszter. Szóba került a Khuen-Héderváry-kormány igazságügyminisztereként is. 1896-tól 1909-ig a Magyar Jogász Egylet elnöke, 1904-től pedig a Grill-féle Döntvénytár főszerkesztője volt Gyomai Zsigmonddal.
1911-ben Ferenc József valóságos belső titkos tanácsossá nevezte ki. 1916 decemberétől betegen feküdt Ráday utcai lakásán, érelmeszesedésben szenvedett. 1917 januárjában I. osztályú vaskoronarenddel tüntették ki. 1917. október 30-án királyi elismeréssel nyugalomba vonult. Kitüntetéseket nem fogadott el, közeli ismerősei szerint még a magyar nemesi rangot sem akarta elfogadni. 1917 novemberében hunyt el mellűri daganat következtében 82 éves korában, Budapesten, a Fiumei úti sírkertben temették el. Egerben utcát neveztek el róla, amely most Almásy Pál nevét viseli. Unokája Brandenstein Béla filozófus volt.